# Mouhssin Chehibi
Mouhssin Chehibi (né le 28 janvier 1978 à Tétouan) est un athlète marocain, spécialiste du 800 mètres. 

## Biographie
Il se classe troisième des championnats d'Afrique 2000, derrière l'Algérien Djabir Saïd-Guerni et le Sud-africain Mbulaeni Mulaudzi. Il participe aux Jeux olympiques de 2004, à Athènes, et termine quatrième de la finale en 1 min 45 s 16.

### Palmarès
| Date | Compétition            | Lieu    | Résultat | Épreuve | Performance   |
| ---- | ---------------------- | ------- | -------- | ------- | ------------- |
| 2000 | Championnats d'Afrique | Alger   | 3e       | 800 m   | 1 min 46 s 47 |
| 2002 | Championnats d'Afrique | Radès   | 4e       | 800 m   |               |
| 2004 | Jeux olympiques        | Athènes | 4e       | 800 m   | 1 min 45 s 16 |

### Records
| Épreuve | Performance   | Lieu    | Date           |
| ------- | ------------- | ------- | -------------- |
| 800 m   | 1 min 44 s 16 | Athènes | 3 juillet 2006 |